# Ferenc József Gyulay

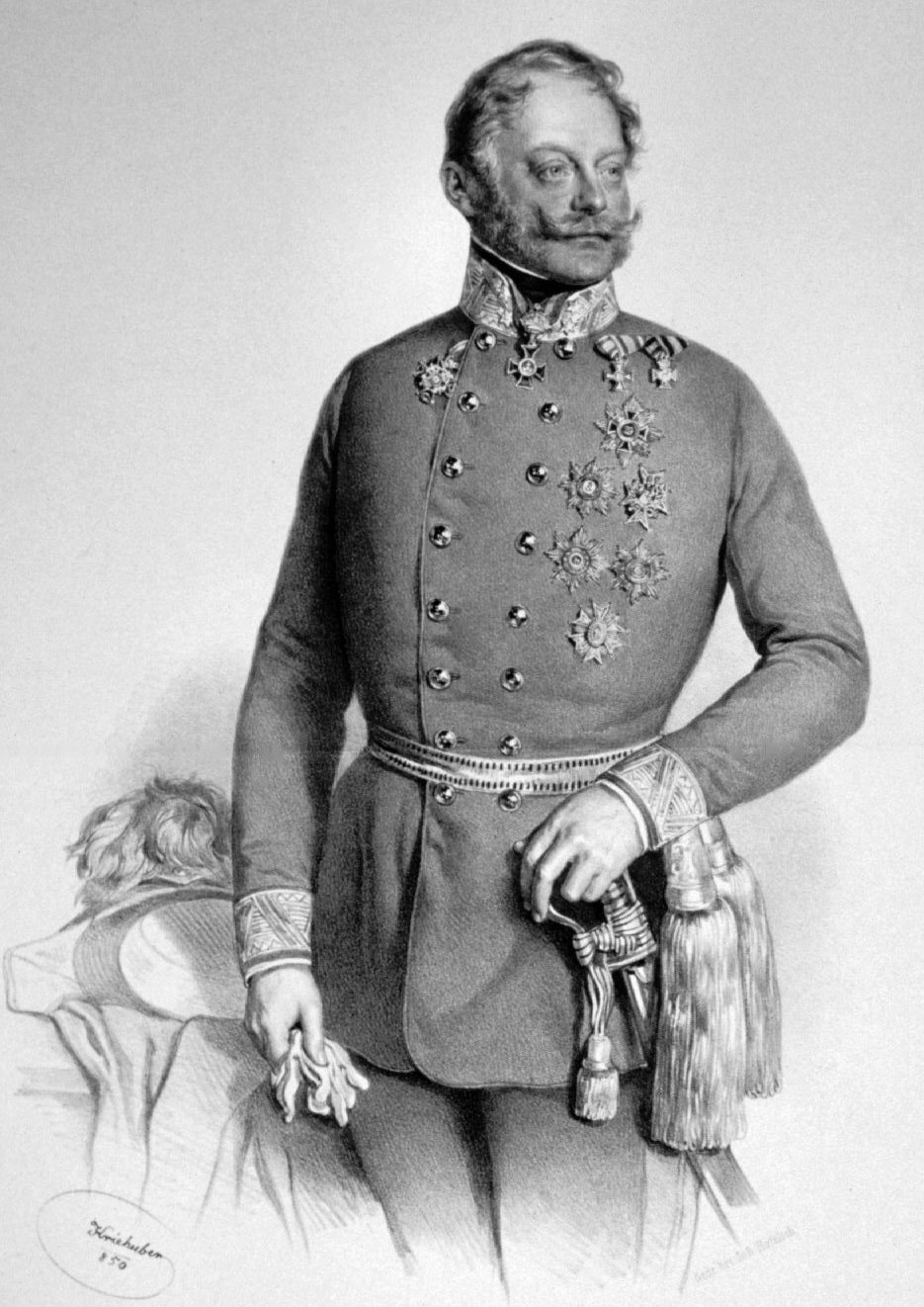
Franz Graf Gyulai, Lithographie von Josef Kriehuber, 1850

Ferenc József Graf Gyulay von Maros-Németh und Nádaska ([sprich djú-lai]; * 1. September 1798 in Pest; † 21. September 1868 in Wien) war ein ungarischer Feldzeugmeister und Oberbefehlshaber der österreichischen Truppen im Sardinischen Krieg.

## Leben
Ferenc Graf Gyulay (auch Gyulai) von Maros-Németh und Nádaska entstammte einer alten siebenbürgischen Familie, die seit 1701 geadelt war und sich  darauf in eine ältere katholische und eine jüngere reformierte Linie spaltete. Er war der einzige Sohn des kaiserlich-österreichischen Feldmarschall-Leutnant Ignác Gyulay (1763–1831) und dessen Ehefrau Julie Marie Anna von Edelsheim (* 17. Februar 1779; † 26. Februar 1830).

### Frühe Karriere
Gyulay trat 1816 in den österreichischen Militärdienst ein und wurde bereits im Alter von 16 Jahren zum Unterleutnant im Infanterie-Regimente  Nr. 60 ernannt. Danach wurde er zu den Husaren (Kaiser-Uhlanen) versetzt und im September 1827 zum Major befördert. Bald darauf stieg er zum Oberst auf und wurde zum Führer des Infanterie-Regiment Nr. 19 ernannt. Am 20. August 1837 er folgte die Beförderung zum Generalmajor, darauf übernahm er eine in St. Pölten stationierte Brigade. 1845 wurde ihm die Inhaberschaft über das Infanterie-Regiment Nr. 33 verliehen und am 27. März 1846 wurde er zum Feldmarschallleutnant befördert. Letztere Erhöhung war mit der Ernennung zum Divisionär und Militärkommandanten von Triest verbunden.

### Im Italienischen Revolutionskrieg 1848/49
Nach Ausbruch der italienischen Revolution und des piemontesischen Krieges (März 1848) wurde er zum Gouverneur des Küstenlandes ernannt.
Im entscheidenden Augenblicke sicherte er durch sein organisatorisches Talent nicht nur die kaiserliche Marineeinheiten in den verschiedenen Stationen Dalmatiens, sondern auch die bereits auf der Fahrt nach dem abgefallenen Venedig befindlichen Schiffe, sowie die außerhalb der Adria stationierten Einheiten. Er ließ für die wichtigen Flottenstützpunkte Triest, Pula und Pirano wichtige Verteidigungs-Anstalten treffen und bereitete die Gegenoffensive vor, welche nach Eintreffen der innerösterreichischen Verstärkungen unter Feldzeugmeister Graf Nugent ab Mitte April möglich wurde. Am 23. Mai 1848 erschien die sardische Flotte vor Triest und versuchte vergeblich den Handstreich; die artilleristischen Anstalten Gyulays waren so effizient gesetzt, dass der Gegner vom Angriff absah und sich am 4. Juli endlich zurückzog. Gyulay wurde mit dem Kommandeurkreuz des Stephans-Ordens und später mit dem Großkreuz des Leopold-Ordens ausgezeichnet.

### Kriegsminister
Im Auftrag Kaiser Franz Josephs verwaltete Gyulay vom Juni 1849 bis Juli 1850 das Kriegsministerium. Als am 22. Oktober 1849 das Militärverdienstkreuz für Offiziere gestiftet wurde, wurde Gyulay mit der Ausarbeitung der Statuten sowie mit dem Entwurf der Insigne betraut.

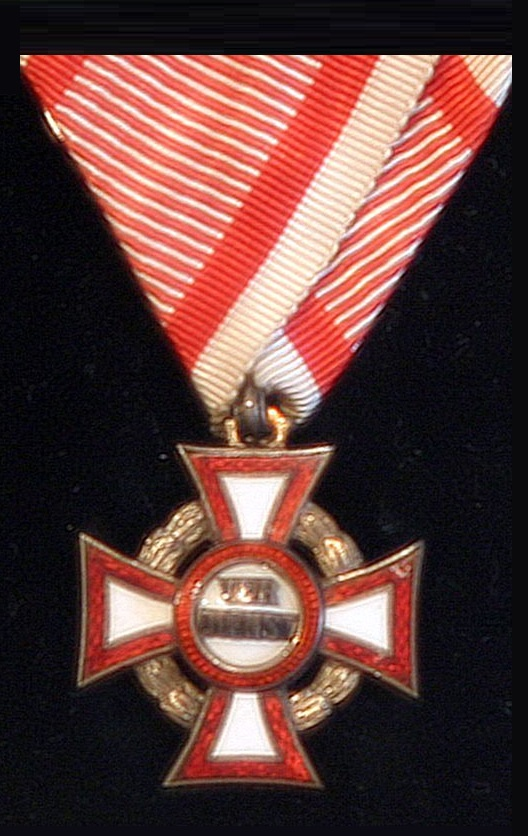
Militärverdienstkreuz (hier 3. Klasse)
Zeichnung des Militär-Verdienstkreuzes der k.k. Armee. Wien, am 24. Oktober 1849.
Statuten für das Militär-Verdienstkreuz der k.k. Armee. Wien, am 24. Oktober 1849.

### Befehlshaber des 5. Korps
Nachdem Gyulay im  Juli 1850 die Leitung des Kriegsministeriums wieder abgegeben hatte, ging er als Befehlshaber des 5. Korps nach Mailand, wo er am 2. November 1850 zum Feldzeugmeister ernannt, und von wo aus er mehrfach mit diplomatischen Aufträgen an die italienischen Höfe und nach Petersburg entsandt wurde.

### Im Italienkrieg 1859
Beim Ausbruch des Sardinischen Krieges Anfang 1859 zum Oberbefehlshaber der österreichischen Truppen in Italien und zum Generalstatthalter der Lombardei ernannt, bewahrte Gyulay die im Friedensdienst bewiesene Energie nicht.
Nachdem er am 29. April durch den Übergang über den Ticino den Krieg eröffnete, blieb er, anstatt sogleich auf Turin loszugehen oder sich gegen Novi zu wenden, um die einzige Straße zu sperren, auf welcher die Franzosen, mit Umgehung der Alpen, Hilfe bringen konnten, in der Lomellina stehen, weil die verlangten Verstärkungen nicht ankamen, und ließ Napoleon zwei volle Wochen Zeit, mit seinen Streitkräften auf dem Kriegsschauplatz einzutreffen.
Als die ersten Gefechte, bei Montebello und Palestro, unglücklich ausgefallen waren, ging Gyulay über den Ticino zurück und erwartete, dass ihn der Feind vom Po aus angreifen würde.
Dieser wandte sich jedoch durch einen Flankenmarsch hinter der sardinischen Armee gegen den Ticino und überschritt diesen bei Turbigo und Buffalora; am 4. Juni kam es zur Schlacht bei Magenta, in welcher die zu vereinzelt auf dem Schlachtfeld verwendeten österreichischen Heeresteile dem konzentrischen Angriff der Verbündeten weichen mussten. Gyulay räumte sofort Mailand und alle am Po besetzten Punkte und zog sich hinter den Mincio zurück.
Hierauf wurde er am 16. Juni durch Heinrich von Heß als Oberbefehlshaber ersetzt und später als Feldzeugmeister in den Ruhestand versetzt. Es gelang ihm, durch manche von ihm ausgegangene Denkschriften die zum Teil sehr übertriebenen Beschuldigungen gegen sein Verhalten vor und während der Schlacht von Magenta zu entkräften und namentlich sein Festhalten an der Tessinlinie durch Befehle aus Wien zu rechtfertigen. Gyulay starb kinderlos am 21. September 1868 in Wien, nachdem er seinen Vetter, den General Leopold von Edelsheim, adoptiert hatte, der nun seinen Namen annahm.

## Auszeichnungen
- Alexander-Newski-Orden, Ritter
- Orden der Heiligen Anna, 1. Klasse
- Orden vom Goldenen Vlies, Ritter
- Kaiserlich-Königlicher Orden vom Weißen Adler
- Sankt-Stanislaus-Orden, 1. Klasse

## Vorfahren
| Ferenc József Gyulay | Ignác Gyulay        | Sámuel Gyulay                       | Ferenc Gyulay                      |
| Ferenc József Gyulay | Ignác Gyulay        | Sámuel Gyulay                       | Mária Bánffy de Losoncz            |
| Ferenc József Gyulay | Ignác Gyulay        | Anna Bornemisza de Kaszon           | Ignácz József Bornemisza de Kászon |
| Ferenc József Gyulay | Ignác Gyulay        | Anna Bornemisza de Kaszon           | Krisztina Kornis de Gönczruszka    |
| Ferenc József Gyulay | Julia von Edelsheim | Georg Ludwig von Edelsheim          | Philipp Reinhard von Edelsheim     |
| Ferenc József Gyulay | Julia von Edelsheim | Georg Ludwig von Edelsheim          | Friederike von Zeschlin            |
| Ferenc József Gyulay | Julia von Edelsheim | Adelheid Friederike von Keyserlingk | Dietrich von Keyserlingk           |
| Ferenc József Gyulay | Julia von Edelsheim | Adelheid Friederike von Keyserlingk | Eleonore von Schlieben             |